# Pierre Adam
Pierre Louis Eugène Adam (24 de abril de 1924 — 24 de setembro de 2012) foi um ciclista francês que conquistou a medalha de ouro na perseguição por equipes de 4 km em pista nos Jogos Olímpicos de Verão de 1948, junto com Fernand Decanali, Charles Coste e Serge Blusson.